# Ericeia optatura
Ericeia optatura är en fjärilsart som beskrevs av Walker 1858. Ericeia optatura ingår i släktet Ericeia och familjen nattflyn. Inga underarter finns listade i Catalogue of Life.